# Agelescape talyshica
Agelescape talyshica är en spindelart som beskrevs av Guseinov, Marusik och Koponen 2005. Agelescape talyshica ingår i släktet Agelescape och familjen trattspindlar.
Artens utbredningsområde är Azerbajdzjan. Inga underarter finns listade i Catalogue of Life.